# آرگوس کاکلی مالایی
آرگوس کاکلی مالایایی (نام علمی: Rheinardia nigrescens) گونه‌ای بزرگ و دیدنی از پرندگان طاووسمانند از تیرهٔ قرقاولان است که دارای پرهای سیاه و سفید خالدار قهوه‌ای تیره، منقاری صورتی سنگین، عنبیه قهوه‌ای و پوست آبی دور چشم است. سر دارای دو کاکل است. تاج عقبی که به سوی پس‌سر امتداد می‌یابد، در هنگام هشدار و در هنگام رفتارهای عمدی از جمله پیوند جفت و نمایش جفت‌خواهی برپا می‌شود. دم نر پهن و بسیار کشیده از دوازده پر است. پوشپرهای دم نر درازترین در میان پرندگان است و اعتقاد بر این است که بلندترین (و پهن‌ترین) پرهای موجود در پرندگان وحشی را در خود دارد. قرقاول ریوز دارای پرهای دم با طول مشابه است اما به‌طور چشمگیری باریک‌تر است. اندازه پوشپر دم تا ۱٫۷۳ متر (۵٫۷ فوت) و طول کل پرنده ۱٫۹–۲٫۳۹ متر (۶٫۲–۷٫۸ فوت) است.